# Громові коти (2011)
«Громові коти» (англ. ThunderCats) — американо-японський анімаційний серіал, створений Ітеном Сполдінгом і Майклом Джелініком. Є перезапуском однойменного серіалу 1985 року. Анімований студією Studio 4 °C, серіал поєднує риси японського аніме та західної анімації. Показ розпочався 29 липня 2011 року на каналі Cartoon Network. З 52-х запланованих епізодів було випущено 26 і в 2013 році серіал завершився.

## Сюжет
Серіал «Громові коти» поєднує фентезі та наукову фантастику. Події розгортаються на планеті Третя Земля, населеній цивілізаціями різних гуманоїдних тварин. У королівстві кішок Тандері юний принц Лайон-О готується отримати Меч Знамень, щоб узаконити право на успадкування трону. Проте багато хто в Тандері, а особливо його зведений брат Тайгра, вважають, що Лайон-О негідний бути спадкоємцем. Підставою цьому служать його бешкетування і віра в існування технологій. Зокрема в день церемонії він вибирається в нетрі на пошуки технологій, де його перестріває клірик Чітара. На церемонії отримання Меча принц отримує видіння невідомої могутньої сили, але не розповідає про побачене. Скоро в Тандеру повертається генерал Грун, давно посланий на пошуки Книги Знамень разом з генералом Пантро. Він повідомляє, що Пантро загинув і Книгу не вдалося знайти, проте захоплено багато рабів-ящерів і багатства. На святкуванні його повернення Лайон-О зустрічає полонених ящерів, які дорікають йому, що коти гнітять інших звірів, відбираючи в них все найкраще і тримаючи в страху силою війська. Лайон-О, попри осуд інших котів, відпускає ящерів. Тим часом з вантажу трофеїв вибирається генерал ящерів Слайт і його диверсанти, які встановлюють бомби всередині столиці. Наступного дня до Тандери підходить військо ящерів, яке має на озброєнні бластери і мехів, а бомби в столиці вибухають, сіючи хаос. Коти не в змозі протистояти їхній зброї, але готуються до оборони. Несподівано Грун виявляється зрадником і демонструє захопленого в полон Пантро. Король Клавдій вирушає звільнити Патро, але той набуває справжньої форми — чаклуна Мамм-Ра і підступно вбиває короля, щоб заволодіти Мечем Знамень. Глава ордену кліриків доручає Лайону-О убезпечити Меч і відшукати Книгу Знамень, поки цього не зробив Мамм-Ра. Лайон-О з Тайгрою і Чітарою вирушають на пошуки Книги, склавши команду «громових котів». Дорогою до них приєднуються двоє дітей — Кіт і Кет.
«Громові коти» досягають моря, на березі якого потрапляються в пастку піратів. Їхній капітан спочатку хоче з'їсти котів, але при нападі морського чудовиська бачить їхню силу і приймає в команду. Засліплений жагою помсти чудовиську, яке відібрало воду в його народу, капітан кидається в бій і гине. Лайон-О вбиває чудовисько і повертає воду, після чого «громові коти» безпечно перетинають море. Генерал Слайт з військом іде слідом, а «громові коти» знаходять справжнього Пантро, котрий приєднується до них. Тим часом Мамм-Ра намагається вивідати у верховного клірика Джаги де лежить Книга Знамень і поміщає його душу в магічний ліхтар. З його допомогою чаклун довідується в якому напрямку іти.
Храм з книгою має багато пасток, обійти які вдається тільки об'єднавши сили. Мамм-Ра наздоганяє команду і перемагає Лайона-О, але Джага засліплює лиходія світлом ліхтаря. Його душа переноситься до Книги, при доторку до якої Лайон-О дізнається минуле. Він бачить видіння, де в давнину його предок Лео був слугою Мамм-Ра, що подорожував Всесвітом у пошуках чотирьох каменів. Завойовуючи і знищуючи планети, Мамм-Ра відшукав усі, крім Каменя Війни. Розуміючи, що це зробить його владу безмежною, Лео приєднується до підпілля. Він забирає Камінь Війни і вставляє його до Меча Знамень, викуваного з залишків металу меча Планн-Дар, що містить вже добуті камені. Випустивши всіх слуг-звірів, Лайон-О починає повстання і долає Мамм-Ра. Його корабель падає на Третю Землю, а сам Мамм-Ра запечатує себе до кращих часів. З видіння Лайон-О усвідомлює, що перемогти чаклуна можливо тільки об'єднавши всі народи.
Під час пошуків матеріалів для ремонту танка Лаойн-О з друзями натрапляє на шахту, якою керує Грун. Зрадник береться переслідувати «громових котів» аби відібрати Камінь Війни, поміщений в Меч Знамень, і вбити Пантро.
Лайон-О з друзями допомагає різним тваринам, зокрема народу механічних ведмедиків, які вдосконалюють танк Пантро. Книга Знамень вказує на Камінь Духу в монастирі слонів. Лайон-О безуспішно намагається домогтися їхньої допомоги, крім туманних коанів. Армія Мамм-Ра оточує монастир, Лайон-О розуміє, що Камінь Духу схований у всіх на виду. Та щоб його отримати, йому доводиться пройти випробування, зіткнувшись із видіннями свого минулого. Це руйнує астральний вимір, де камінь був схований. Пантро скидає Груна у вибух брами до астралу, але сам втрачає руки. Слони врешті приходять на допомогу і проганяють нападників.
Згодом плем'я механічних ведмедиків майструє Пантро протези. «Громові коти» починають влаштовувати засідки на ящерів, але відпускають їх, щоб переконати приєднатися до котів. У своїх подорожах вони знаходять де лежить Камінь Технологій, але Книга Знамень вказує вгору. Тим часом Мамм-Ра, невдоволений провалами Слайта, наймає двоє злочинців — Адікуса і Кайнара. Вони влаштовують засідку і скидають Лайона-О зі скелі. Той опиняється на межі життя і смерті, але отримує завдяки Каменю Духу шанс на воскресіння, якщо подолає свої слабкості і пройде випробування. В той час решта «громових котів» опиняється в полоні Мамм-Ра в піраміді, що є його впалим кораблем.
Лайон-О провалює останнє випробування і виборює можливість ожити лише до сходу сонця. Завдяки залишеним Кет знакам він знаходить піраміду і визволяє друзів. Цим він отримує право на друге життя, адже був готовий пожертвувати собою задля друзів.
Опинившись біля арени, «громові коти» потрапляють в заручники, а Лайон-О змушений битися з гладіаторкою Пумайрою. Вона ненавидить короля за те, що він покинув свій народ, але йому вдається переконати Пумайру приєднатися до команди. Лайон-О дізнається, що решту котів забрано в рабство для роботи на шахті неподалік. «Громові коти» пробираються в шахти, де котів гнітять щури, змушуючи шукати меч і рукавицю Планн-Дар. Тайгра з Чітарою знаходять цей меч, в давнину схований там Джагою. Проте Мамм-Ра прибуває туди ж і відбирає меч і рукавицю.
Чаклун переслідує «громових котів», а Кіт і Кет знайомляться зі злодієм, від якого отримують бездонний мішок. «Громові коти» опиняються на звалищі техніки, де знаходять і ремонтують літак. З ним вони дістаються до місця, де схований Камінь Технологій. Ним виявляється високотехнологічне летюче місто птахів, котрі презирливо ставляться до подій внизу і не цікавляться загрозою Мамм-Ра. Коли Пумайра пробує викрасти камінь, птахи засуджують котів до страти, але в цей час місто оточують літаки Мамм-Ра.
Кіт і Кет спускають на Третю Землю, щоб покликати на допомогу всіх тварин, яким допомагали «громові коти». Лайон-О сходиться у двобої з Мамм-Ра, та Пумайра зраджує його і чаклун забирає Камінь Технологій. Місто починає падіння на планету, а Мамм-Ра збирає три каменя в рукавиці Планн-Дар, набуваючи своєї найсильнішої форми. В цю мить повертаються Кіт і Кет, принісши в бездонному мішку всіх звірів, які бажають віддячити «громовим котам». Разом вони не дають Мамм-Ра заволодіти Каменем Війни і змушують лиходія тікати. Пантро переспрямовує енергію міста, вмикає двигуни і цим забезпечує його посадку. Лайон-О засмучений втратою каменів, але друзі втішають його, вказуючи, що він отримав дещо більше — єдність народів Третьої Землі, які готові продовжити боротьбу з чаклуном поряд з Лайоном-О.

## Персонажі

Тайгра, Кет, Лайон-О, Кіт, Пантро, Снарф і Чітара

- Тайгра, Кет, Лайон-О, Кіт, Пантро, Снарф і ЧітараЛайон-О (англ. Lion-O) — принц, а згодом король котів, син короля Клавдія. Через його «дитячу» віру в існування технологій багато хто хотів, щоб трон посів Тайгра, його зведений старший брат. Після падіння Тандери і смерті короля Клавдія Лайон-О стає новим королем і очолює команду, з якою шукає спосіб перемогти Мамм-Ра. Лайон-О впевнений, що розум і справедливість значать більше для перемоги, ніж сила. Крім того, Лайон-О вірить, що всі раси Третьої Землі гідні рівного ставлення до себе. Проте часом він робить необдумані вчинки, керуючись емоціями і самовпевненістю. Зброя Лайона-О — Меч Знамень, в якому міститься Камінь Війни, і металева рукавиця. Коли в рукавицю вставлено камінь, вона здатна трансформуватися в броню руки (а при трьох каменях — у цілі обладунки. Проте трьома каменями володів тільки предок Лайона-О Лео). У першій половині серіалу був закоханий в Чітару, але вона обрала Тайгру. Згодом він звільняє гладіаторку Пумайру і закохується в неї, що виявляється її підступним планом.
- Чітара (англ. Cheetara) — остання з уцілілих воїнів-кліриків Тандери. Її особливою здатністю є величезна швидкість бігу, як і всіх кліриків. Вона ніколи не засуджувала інтерес Лайона-О до технологій і підтримувала його добре ставлення до інших рас. У подорожах з ним отримує чарівну палицю, яка може змінювати свій розмір і випускати корені.
- Тайгра (англ. Tygra) — зведений старший брат Лайона-О, що прибув немовлям у Тандеру на повітряній кулі, запущеній його справжнім батьком Джаваном. Тайгра заздрить братові, вважаючи, що той не гідний трону і слави. Вони постійно є суперниками, хоча Тайгра здебільшого поводиться стримано і не виказує своїх заздрощів. Тайгра має більш прагматичний склад розуму, покладається на силу і сувору справедливість. Його зброєю є батіг, що дає змогу ставати невидимим. Мамм-Ра сподівався розбурхати між Лайоном-О і Тайгрою ненависть, але брати зуміли порозумітися. Разом з тим Чітара обирає саме його, а не Лайона-О собі за пару.
- Джага (англ. Jaga) — старий глава ордену кліриків, охоронець древніх знань. На початку серіалу приніс себе в жертву, щоб допомогти врятуватися Лайону-О і його команді, коли вони були змушені покинути зруйновану Тандеру. Мамм-Ра захопив Джагу в полон і намагався вивідати в нього місцезнаходження Книги Знамень. Це вдалося тільки помістивши Джагу у ліхтар, який вказав на шукане. Після знищення ліхтаря його душа осіла в Книзі Знамень, щоб давати поради Лайону-О.
- Пантро (англ. Panthro) — найвідданіший генерал Тандери, що разом з Груном шукав Книгу Знамень. Грун, знайшовши Мамм-Ра, спокусився його силою, а Пантро скинув до прірви. Однак, той вцілів і приєднується до Лайона-О з його командою як водій знайденого в подорожах танка. Пантро кремезний і грубий, але досвідчений та вірний королю, навіть попри те, що не згідний з його рішеннями. З часом він визнає Лайона-О гідним спадкоємцем престолу. В бою з Груном знищив його, але втратив обидві руки. Їх пізніше було замінено залізними протезами. Попри загальні сміливість і досвід, Пантро боїться води і висоти та не вміє плавати.
- ВайліКіт і ВайліКет (англ. WilyKit & WilyKat) — близнюки, брат і сестра, які після загибелі батька втекли з дому, щоб не обтяжувати матір з двома меншими дітьми. В Тандері близнюки стали злодіями, але не покидали надії знайти казкове місто Ель Дару, де змогли б розбагатіти і допомогти своїй родині. Свої крадіжки виправдовують тим, що віддадуть все, як тільки розбагатіють. Ці кошенята спритні, а Кет має флейту, музика якої присипляє навколишніх. Кіт більше покладається на розум, а Кет на почуття. Від одного з дружніх народів отримують подарунок — летючі дошки. Незадовго до фіналу отримують бездонний мішок, здатний вмістити ціле військо.
- Снарф (англ. Snarf) — кумедна тварина, подібна на кота, яка прив'язується до Лайона-О при відступі з Тандери. Снарф боягузливий і ледачий, але часом вказує на приховане і захищає хазяїв при очевидній загрозі.
- Мамм-Ра (англ. Mumm-Ra) — головний лиходій, худа темна потворна істота в бинтах, що володіє знаннями технологій і магії. В давнину його космічний корабель подорожував Всесвітом в пошуках чотирьох каменів, необхідних для отримання безмежної могутності. На кораблі Мамм-Ра тримав різні види тварин для виконання різноманітних робіт, зокрема котів як воїнів та наглядачів. Предок Лайона-О повстав проти Мамм-Ра і відібрав у нього камені, що стало причиною падіння корабля на Третю Землю. Лиходій запечатав себе і звільнився через тисячі років, коли його визволив Грун. Після цього він відновлює пошуки каменів, але без них не має тієї сили, що раніше. Мамм-Ра користується армією ящерів і злочинцями для пошуків каменів. У свою чергу сам є слугою Древніх Духів Зла, які наділяють його силою і спрямовують у завоюваннях. Прикликаючи Духів Зла, чаклун тимчасово перетворюється на могутнього крилатого велетня. Маючи три каменя в рукавиці Планн-Дар, набуває вигляду велетня в обладунках.
- Грун (англ. Grune) — генерал короля Клавдія, який мав величезний авторитет і довіру в Тандері, колишній найкращий друг Пантро. Під час нападу ящерів виявляється зрадником і стає на бік нападників. Як потім розповідає Пантро, Грун образився на Клавдія, коли їх було послано на пошуки Книги Знамень, оскільки вона вважалася вигадкою. Генерал прагнув стати королем і в пошуках сил для цього дослухався до нашіптувань ув'язненого Мамм-Ра. Звільнивши чаклуна, Грун став служити йому задля отримання влади. Грун зверхньо ставиться до підлеглих і уникає бою, якщо не бачить очевидної власної переваги. Пантро він вважає зрадником, що відкинув його пропозицію служити чаклунові, і врешті гине в двобої з Пантро.
- Слайт (англ. Slithe) — один з генералів Мамм-Ра, товстий ящер. Він бажає помститися котам за роки гонінь його народу. Мамм-Ра презирливо ставиться до Слайта за те, що він передусім думає про ящерів, а не пошуки Лайона-О. Втративши довіру чаклуна після низки поразок, Слайт відходить на другий план.
- Адікус (англ. Addicus) — біла мавпа-варвар, що був засуджений до страти, але врятований Мамм-Ра. На службі в чаклуна показує жорстокість і безчестя, чим Мамм-Ра і користується для залякувань армії Слайта і команди Лайона-О.
- Кайнар (англ. Kaynar) — божевільний шакал, звільнений Слайтом із в'язниці за наказом Мамм-Ра. Служить чаклунові за можливість вбити ненависних йому котів. Вирізняється садизмом і насміхається з ворогів, а також погрожує з'їсти Кіта і Кет.
- Пумайра (англ. Pumyra) — кішка, вціліла після падіння Тандери і захоплена в рабство псами, де стала гладіаторкою на арені. На початках демонструє ненависть до Лайона-О за те, що він покинув свій народ в час небезпеки. Після звільнення ним приєднується до «громових котів» і допомагає в пошуках каменів. Має запальний характер і хоче помститися всім, хто гнітить котів. У фіналі виявляється, що Пумайра загинула в Тандері, але її ненависть до Лайона-О відчув Мамм-Ра і з допомогою Древніх Духів Зла відродив її. Завданням Пумайри стало втертися в довіру до Лайона-О і добути зібрані ним камені. В кінці серіалу відкрито стає на бік Мамм-Ра і тікає з ним.
- Древні Духи Зла (англ. Ancient Spirits of Evil) — чотири сутності, що є джерелом сили Мамм-Ра і скеровують його в пошуках чотирьох каменів. Їхні статуї стоять на кораблі Мамм-Ра і мають вигляд ящера, мавпи, шакала та грифа. Здебільшого не втручаються особисто, але на клан тигрів наклали прокляття за відмову вбити малого Тайгру. Під впливом Древніх Духів Зла було викувано меч Планн-Дар, щоб вкласти в нього Камінь Війни, і рукавицю Планн-Дар, яка вміщує три інших.

## Оцінки й відгуки
Серіал зібрав середню оцінку 7.8/10 на IMDb.
Браян Лоурі з «Variety» відгукнувся, що вся похмурість і трагізм вичерпуються в першому епізоді, після чого серіал продовжується доволі передбачувано й досить близько до оригіналу. Проте «Громові коти» 2011 крім того додають цікавих поворотів як-от те, що коти гнобили інші види, або як технології впливають на виконання головним героєм своє місії. Серіал створено радше через ностальгію, ніж з комерційною метою (на відміну від оригіналу, що рекламував іграшки), тому він міг би досягти успіху, хоча має недоліки, що стануть цьому на заваді.
Емілі Ешбі з Common Sense Media писала: «Батьки повинні знати, що в цьому рімейку класичного однойменного мультсеріалу 80-х років багато насильства, і він дещо жвавіший за оригінал. Герої та лиходії застосовують зброю, як мечі, батоги та ножі один проти одного в напружених бойових сценах, і деякі бої призводять до смертей, хоча про кров і розчленування не можна говорити. Намагання Громових котів знищити своїх ворогів є головною сюжетною лінією, але не менш помітною є особиста боротьба Лайона-О, щоб впоратися з обов'язками своєї новопризначеної керівної ролі та збалансувати свої особисті очікування з тими, що покладені на нього. Завдяки своїм класичним корінням цей розважальний бойовик і пригодницький мультфільм має певну привабливість для різних поколінь, але його насичений зміст і лякаючі лиходії роблять його кращим вибором для старших підлітків, ніж для дітей».
Джеймс Вітбрук з «Gizmodo» припустив, що серіал, можливо, випередив свій час. «Громові коти» вийшли до хвилі перезапусків класичних мультсеріалів і мали хороший сюжет, який торкався різноманітних тем — від ксенофобії до антитехнологічних вірувань. «Чесно кажучи, серіал міг затягнутися, правда, він намагався знайти баланс між зосередженням на подорожі Лайона-О та легшими пригодами команди (особливо Вайлі Кіт та Вайлі Кет, яким показано не настільки болісно набридливими, порівняно з оригіналом), але ці безглузді епізоди були не настільки привабливими, як світобудова чи боротьба з Мамм-Ра. І в першій половині спостерігалося багато хорошої драми персонажів усереднині команди, як викриття любовного трикутника між Лайоном-О, Тайграю та Чітараю».